# Jairo Ordóñez
Jairo Ordóñez Herrera (Bogotá, 22 de septiembre de 1974) es un actor de voz, teatro, cine y televisión colombiano. 

## Biografía
Nació en Bogotá es el hermano del actor Freddy Ordóñez. Desde su niñez se interesó en la actuación interpretando como personaje secundario en la serie Décimo grado en 1988.
Participó en la película en 2017 American Made en el papel de Scar junto a Tom Cruise que saltó a Hollywood en la talla del cine estadounidense.

## Filmografía

### Televisión
- Arelys Henao, aún queda mucho por cantar (2024)
- Enfermeras (2022)
- Arelys Henao, canto para no llorar (2022)
- Sí fue gol de Yepes (2021)
- El Cartel de los Sapos: el origen (2021)
- Amar y vivir (2020)
- El general Naranjo (2019-2020)
- El Barón (2019)
- Bolívar  (2019)
- Garzón vive (2018)
- Sin senos sí hay paraíso (2016)
- Sinú, río de pasiones (2016)
- Narcos (2015)
- Sala de urgencias (2015)
- La esquina del diablo (2015)
- Tiro de gracia (2014)
- Metástasis (2013)
- Alias el Mexicano (2013)
- El Capo (2012)
- Las santísimas (2012)

### Cine
- Medellín (2023)
- Ni de coña (2020)
- American Made (2017)